# Miroslav Holec
Miroslav Holec (* 8. listopadu 1987, Písek) je český profesionální hokejový útočník v současnosti hrající za tým Technika Hockey Brno.

## Hráčská kariéra
Hokeji, k němuž ho přivedl jeho otec, se začal věnovat v šesti letech. Svoji karieru začal v klubu HC Písek, ve dvaceti letech se však rozhodl pro přestup do prvoligového Havlíčkova Brodu. Zde si jej vyhlídl trenér pražské Slavie pan Vladimír Růžička a dal mu šanci hrát v A týmu. V sezóně 2007-08 se mohl útočník radovat z mistrovského titulu, i když v extraligovém play-off odehrál jen jeden zápas. Před sezónou 2011-12 přešel do brněnské Komety, se kterou získal druhé místo. Od sezóny 2015-2016 působí v HC Olomouc. V roce 2019 přestoupil do HC Motor České Budějovice a v roce 2022 přestoupil do SK Horácká Slavia Třebíč.

## Sezóny
- 2005-06 IHC Písek (2. liga)
- 2006-07 IHC Písek (2. liga)
- 2007-08 HC Slavia Praha
- 2008-09 HC Slavia Praha
- 2008-09 HC Rebel Havlíčkův Brod (1. liga)
- 2009-10 HC Slavia Praha
- 2009-10 HC Rebel Havlíčkův Brod (1. liga)
- 2010-11 HC Slavia Praha (Extraliga)
- 2010-11 HC Rebel Havlíčkův Brod
- 2011-12 HC Kometa Brno (Extraliga)
- 2012-13 HC Kometa Brno (Extraliga)
- 2013-2014 HC Kometa Brno, HC Škoda Plzeň
- 2014-2015 HC Kometa Brno, HC Slavia Praha
- 2015-2016 HC Olomouc
- 2016-2017 HC Olomouc
- 2017-2018 HC Olomouc
- 2018-2019 HC Olomouc
- Celkem v Extralize: 135 zápasů, 34 gólů, 40 asistencí, 74 bodů a 70 trestných minut. (ke konci sezony 2012/2013)[2]